# 前田仁
前田 仁（まえだ ひとし、1950年2月1日 - 2020年6月13日）は、日本の実業家。キリンビバレッジ代表取締役社長や、全国清涼飲料連合会会長を務めた。

## 人物・経歴
山梨県生まれ。大阪出身。1968年大阪府立高津高等学校卒業。1973年関西学院大学経済学部卒業、麒麟麦酒（現キリンホールディングス）入社。入社同期に松沢幸一がいた。
営業の桑原通徳の「桑原学校」門下生で、桑原の後ろ盾を得て、営業を経て、マーケティングを担当し、1986年にはマーケティング部のプロジェクトで六本木の「ビアホール・ハートランド」初代店長となり、店長を退任した1987年には大皿料理店「DOMA」のプロデュースを手掛けた。
本山英世時代に後ろ盾の桑原が失脚したのち、ワイン部門へ左遷され、東急文化村前のワインレストラン「from DANCE」を手掛けるなどしたが、1993年にはキリンシーグラムへの出向人事が発令され、同期の松沢に「なんて酷いことをする会社だろう」と漏らしたという。
キリン一番搾り生ビール、麒麟淡麗〈生〉、氷結などのヒット商品の開発を行い、2004年麒麟麦酒執行役員酒類営業本部企画部長に昇格。2006年執行役員国内酒類カンパニー戦略企画部長。2007年キリンホールディングス常務執行役員、メルシャン代表取締役専務執行役員。2009年キリンビバレッジ代表取締役社長。
2010年全国清涼飲料連合会会長。2014年亀田製菓取締役。2020年6月17日付で亀田製菓取締役退任。同年逝去。

## 草稿
- 『思考の技術』2003年